# フリッツ・シュヴァルツ＝ヴァルデック
フリッツ・シュヴァルツ＝ヴァルデック（Fritz Schwarz-Waldegg、本名: Friedrich Schwarz、1889年3月1日 - 1942年9月4日）はオーストリアのユダヤ人画家である。表現主義の画家であった。ナチスによってミンスク近くのマリィ・ トロステネツ絶滅収容所で殺害された。

## 略歴
ウィーンのユダヤ人の両親のもとに生まれた。父親は裁判所の書記であった 。両親の支援を受けて美術の道に進み、17歳でダーフィット・コーン(David Kohn)の作った私立の美術学校で学んだ。さらにウィーン美術アカデミーでクリスティアン・グリーペンケールやルドルフ・バッハーに学んだ。
第一次世界大戦が始まると、オーストリア陸軍に志願し、イタリア戦線に参加し、戦いの間に戦場の絵を描いた。1916年にカトリックに改宗した。戦争の終わった後、コペンハーゲンやローマ、パリを旅した。
ウィーンに戻った後、エゴン・シーレやオスカー・ココシュカなどの前衛的な画家と知り合った。ウィーン分離派と距離を置く美術家集団、「ハーゲンブント(Hagenbund)」のメンバーになり、1925年から1927年までその会長も務めた 。
1838年にナチス・ドイツによるオーストリア併合が行われると、シュヴァルツの美術活動は禁じられ、1938年10月にスタジオを明け渡しを命じられた。1938年10月21日から、妹のアパートで暮らしたが、1942年8月に拘束され、1942年8月31日の早朝から列車で移送が行われ、9月4日にマリィ・ トロステネツ絶滅収容所に到着した直後にそこで殺害されたと推定されている。

## 作品

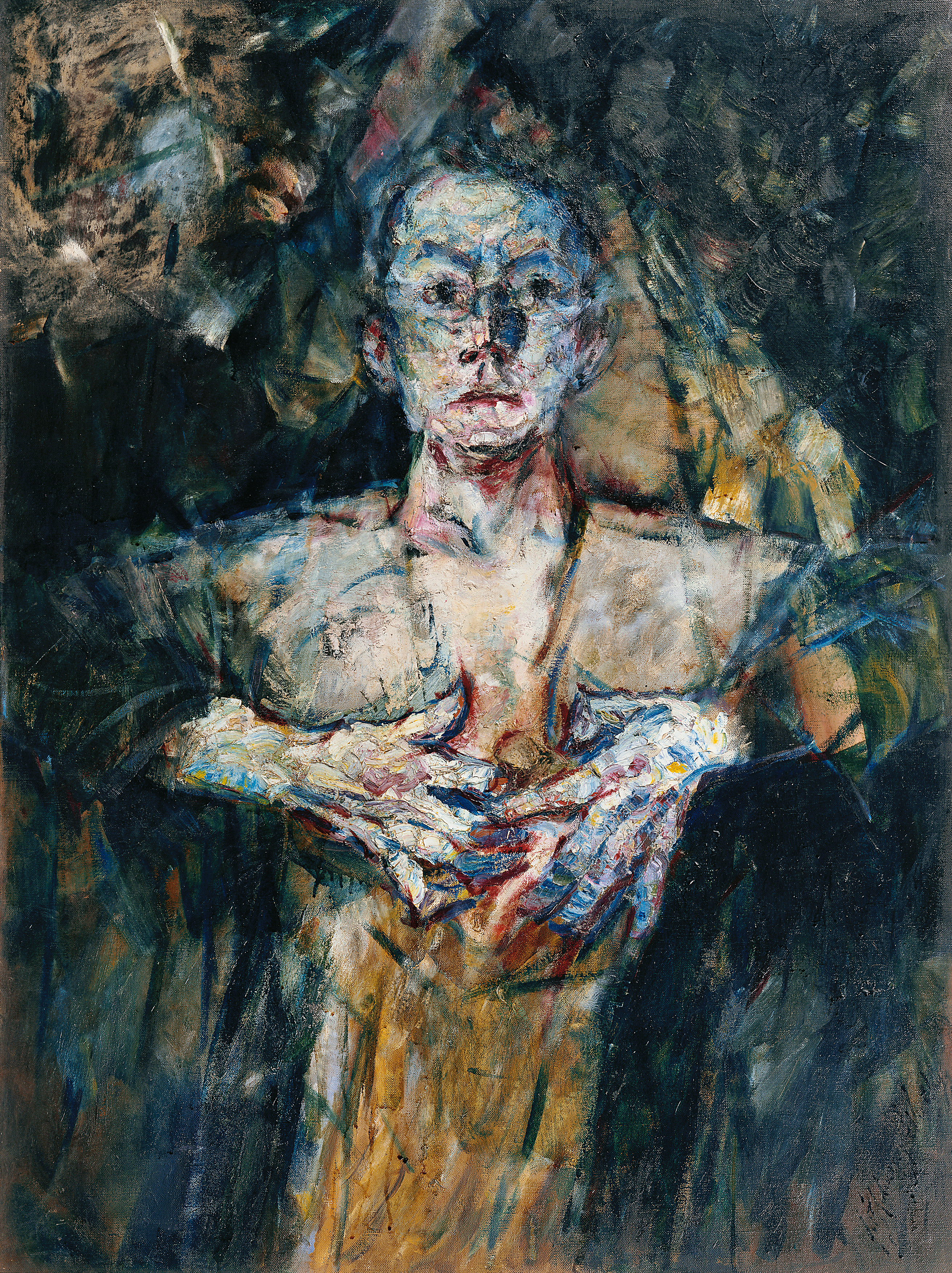
『告白』(1920)
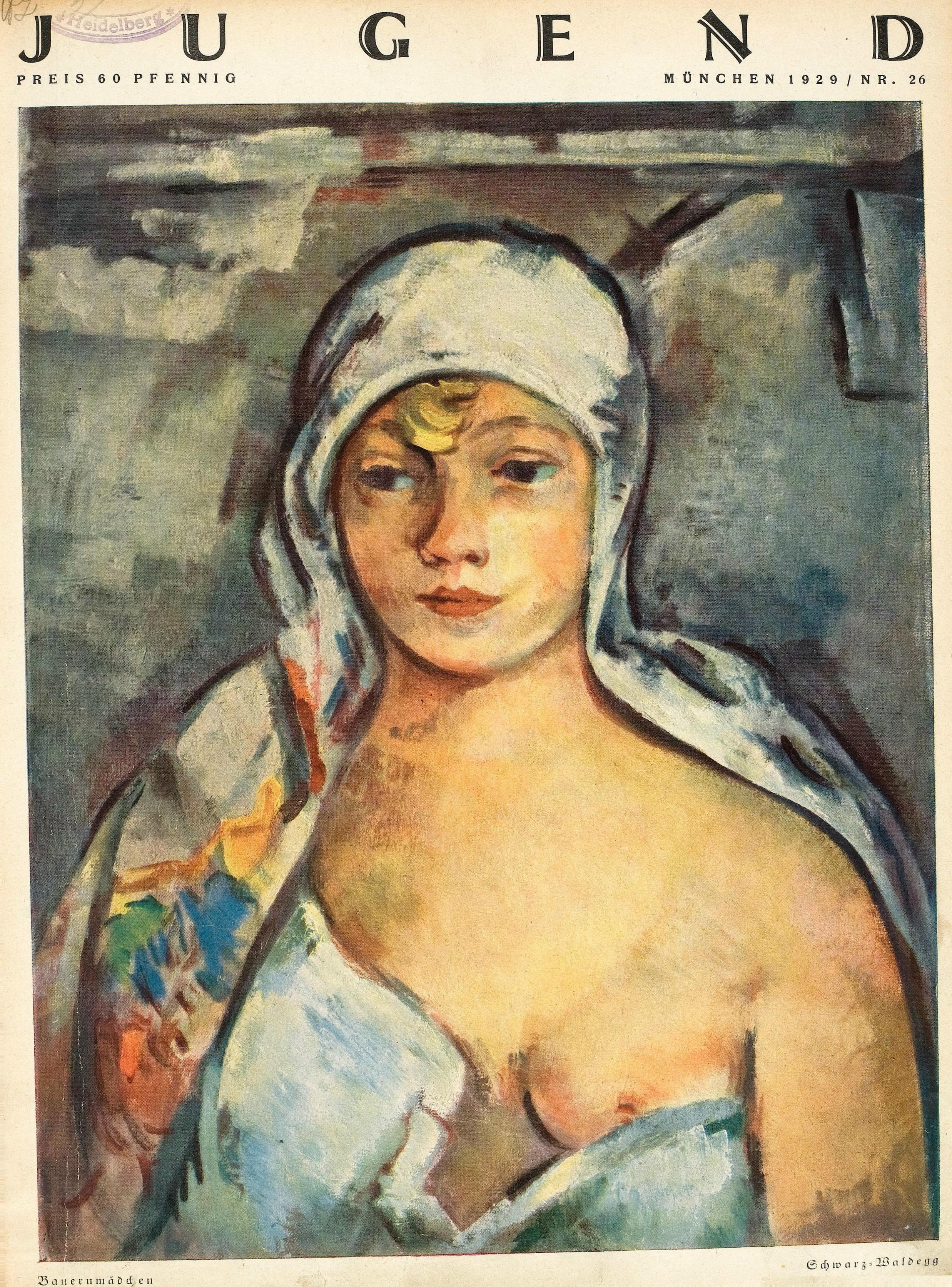
『田舎娘』1929年の雑誌の表紙絵
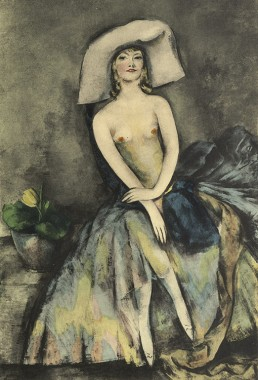
婦人像(1928)
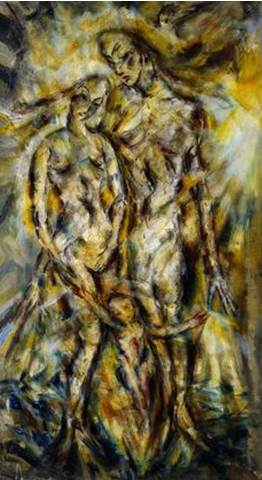
『新しい世界への道』

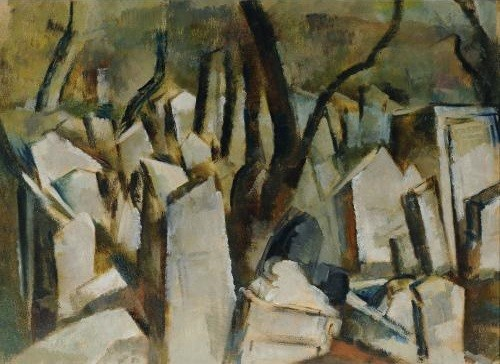
プラハのユダヤ人墓地 (1933)
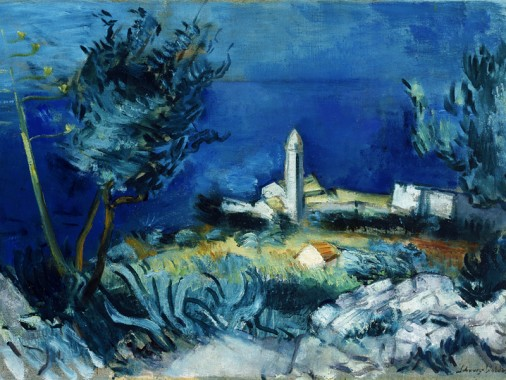
ダルマチアの海岸 (1925)
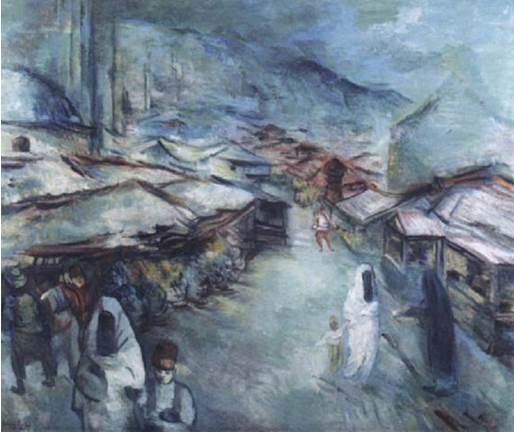
サラエボの市場
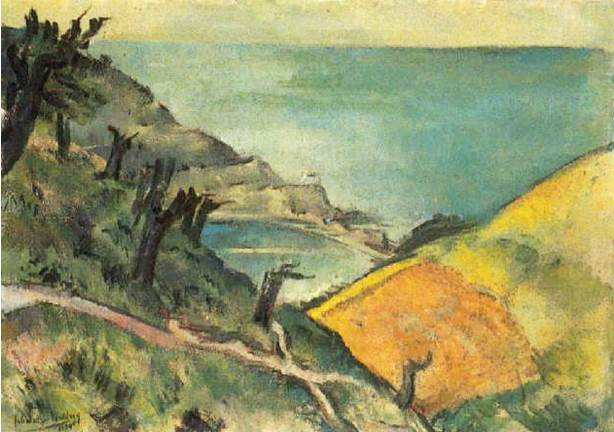
『切株のある岩だらけの海岸』

## 関連図書
- Matthias Boeckl, Fritz Schwarz-Waldegg. Maler-Reisen durchs Ich und die Welt (A Painter's Journey into the Self and the World), Bibliothek der Provinz, 2009 ISBN 978-3-85252-700-0